# メルセデス・ベンツ・M282エンジン

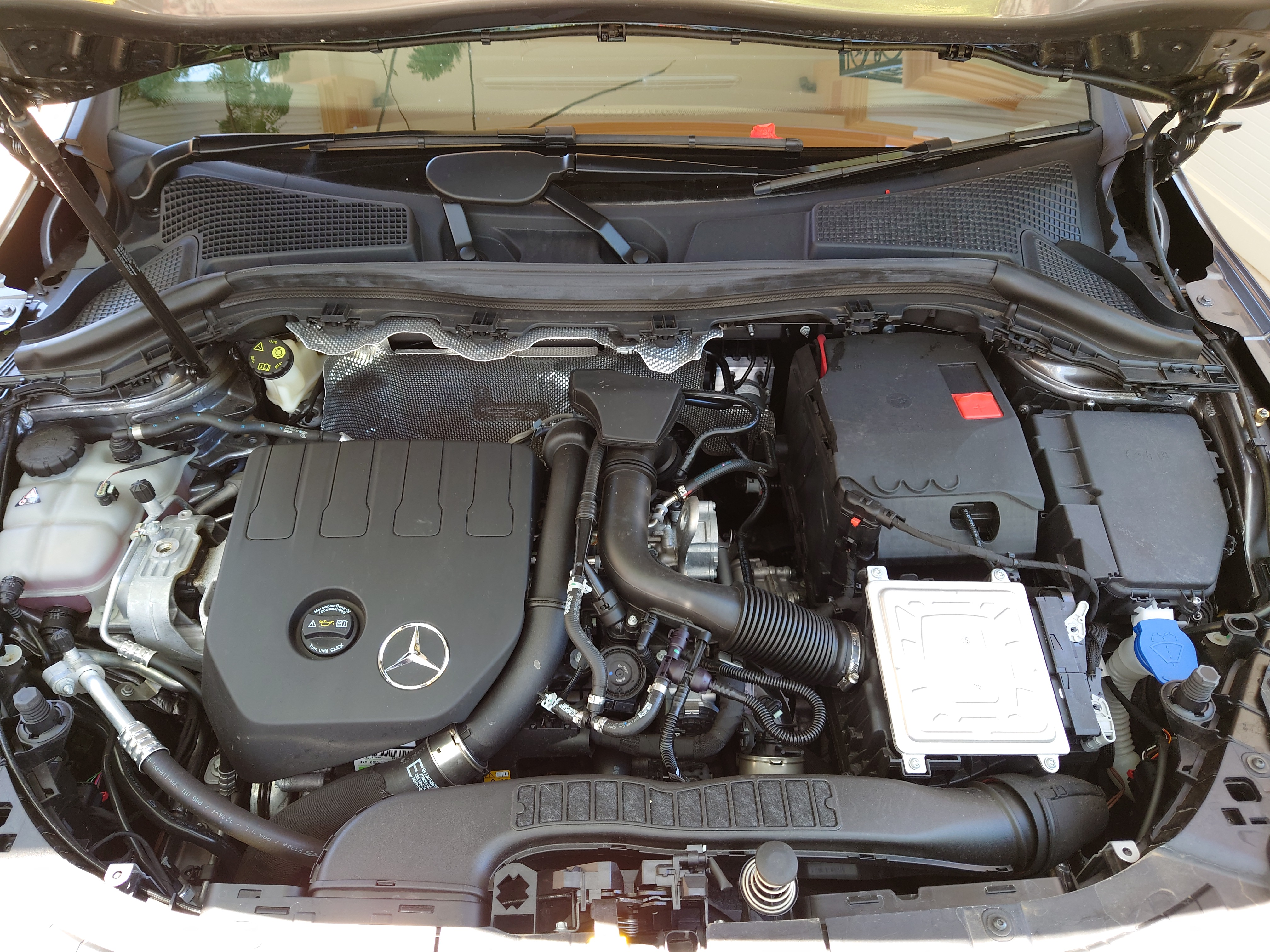
M282

M282は、メルセデス・ベンツの直列4気筒ガソリンエンジンの系列であり、M270系列の後継である。
超小型、軽量、優れた動・静剛性が特長である。 ターボチャージャーは、電子制御ウェストゲートを搭載しており、フレキシブルな過給圧制御により、低負荷域においても、最適な過給圧を設定することができる。 デルタ形シリンダーヘッドは、その名のとおり、シリンダー ヘッドが三角柱を横に寝かした形状となっている。通常のシリンダーヘッドに比べると、装着時の高さがある一方、幅や重さは遥かに小さくすることが可能となる。さらに、インテークマニホールドとエグゾーストマニホールドを半一体型として、コンパクト化を可能にした。
メルセデス・ベンツグループは、最大圧力250barの高圧インジェクションポンプを、省スペースで配置する技術に対して、特許を取得している。多孔式インジェクションノズルを燃焼室の中央に置き、バルブに燃料ジェットを当てずに燃料を噴射するものである。 この高圧縮比4気筒エンジンは、吸気ダクトにヘルムホルツ共鳴器を採用、触媒コンバーターには遮音シールを施したほか、カバーにもノイズ低減の役目を持たせるなど、ノイズの低減に注力がなされている。
同じく、直列4気筒ガソリンエンジンの系列である、M260やM264に倣うかたちで、ベルトを介してクランクシャフトと接続され、スターターとジェネレーターを兼ねるモーター、「BSG（ベルトドリブン・スターター・ジェネレーター）」と「48V電気システム」が新たに搭載された。これは、回生ブレーキ等により発電した電気を、約1kWhのリチウムイオン電池に蓄電することで、振動の少ないエンジン始動、滑らかで力強い加速、素早いギアシフトなどの必要に応じて、動力補助を行うものである。加えて、ウォーターポンプが電動化されたことで、冷却能力を必要に応じて、最適に調整することが可能となった。
2018年10月、Aクラス（W177）から、順次導入された。
2023年9月、CLA（C118）から、BSGと48V電気システムを備えた、マイルドハイブリッド仕様（BSG搭載モデル）が導入された。

## バリエーション
| エンジン型式 | 総排気量 cc | ボア×ストローク mm | 最高出力 kW(PS)/rpm | 最大トルク Nm(kgm)/rpm   | 搭載モデル                            | 販売期間              |
| ------------ | ----------- | ------------------ | ------------------- | ------------------------ | ------------------------------------- | --------------------- |
| M282         | 1,331       | 72.2×81.3          | 100 (136)/ 5,500    | 200 (20.4)/ 1,460～4,000 | A 180 (W177)                          | 2018年10月-2023年11月 |
| M282         | 1,331       | 72.2×81.3          | 100 (136)/ 5,500    | 200 (20.4)/ 1,460～4,000 | A 180 スタイル (W177)                 | 2018年10月-2021年9月  |
| M282         | 1,331       | 72.2×81.3          | 100 (136)/ 5,500    | 200 (20.4)/ 1,460～4,000 | A 180 セダン (V177)                   | 2019年7月-2023年11月  |
| M282         | 1,331       | 72.2×81.3          | 100 (136)/ 5,500    | 200 (20.4)/ 1,460～4,000 | A 180 セダン スタイル (V177)          | 2019年7月-2021年9月   |
| M282         | 1,331       | 72.2×81.3          | 100 (136)/ 5,500    | 200 (20.4)/ 1,460～4,000 | B 180 (W247)                          | 2019年6月-2023年10月  |
| M282         | 1,331       | 72.2×81.3          | 100 (136)/ 5,500    | 200 (20.4)/ 1,460～4,000 | CLA 180 (C118)                        | 2020年4月-2023年9月   |
| M282         | 1,331       | 72.2×81.3          | 100 (136)/ 5,500    | 200 (20.4)/ 1,460～4,000 | CLA 180 シューティングブレーク (X118) | 2020年4月-2023年3月   |
| M282         | 1,331       | 72.2×81.3          | 100 (136)/ 5,500    | 200 (20.4)/ 1,460～4,000 | GLA 180 (H247)                        | 2021年1月-2024年3月   |
| M282         | 1,331       | 72.2×81.3          | 100 (136)/ 5,500    | 200 (20.4)/ 1,460～4,000 | GLB 180 (X247)                        | 2021年4月-2024年6月   |
| M282         | 1,331       | 72.2×81.3          | 100 (136)/ 5,500    | 230 (23.5)/ 1,650～3,500 | A 180 (W/V177)                        | 2023年11月-           |
| M282         | 1,331       | 72.2×81.3          | 100 (136)/ 5,500    | 230 (23.5)/ 1,650～3,500 | B 180 (W247)                          | 2023年10月-           |
| M282         | 1,331       | 72.2×81.3          | 100 (136)/ 5,500    | 230 (23.5)/ 1,650～3,500 | CLA 180 (C118)                        | 2023年9月-            |
| M282         | 1,331       | 72.2×81.3          | 100 (136)/ 5,500    | 230 (23.5)/ 1,650～3,500 | GLA 180 (H247)                        | 2024年3月-            |
| M282         | 1,331       | 72.2×81.3          | 100 (136)/ 5,500    | 230 (23.5)/ 1,650～3,500 | GLB 180 (X247)                        | 2024年6月-            |
| M282         | 1,331       | 72.2×81.3          | 118 (160)/ 5,500    | 250 (25.5)/ 1,620～4,000 | A 250 e (W/V177)                      | 2021年5月-2023年2月   |